# 去りゆきし君がために
『去りゆきし君がために』（さりゆきしきみがために）は宝塚歌劇団のミュージカル作品。雪組公演。
併演作品のない一本立ての作品。

## 解説
※『宝塚歌劇100年史（舞台編）』の宝塚大劇場公演のページ（初演）を参照
この公演で宝塚を退団する当時の雪組トップスター・汀夏子のために作られた作品。
当時・研究科4年目（宝塚用語で入団4年目のこと。通称「研4」）の花鳥いつきが汀の相手役を務めた。

## ストーリー
※『宝塚歌劇100年史（舞台編）』の宝塚大劇場公演のページ（初演）を参照
イタリアの支配下にあった19世紀中葉のスペインが舞台。秘密警察のニコラスを刺殺し、殺人犯として追われる身となったジュリオは、幼馴染のソニヤに別れを告げ、闇の中に姿を消した。孤児として教会で育てられた一人の若者が王政復古の騒乱に巻き込まれて命を落とす悲劇である。

## 公演期間と公演場所
- 1980年2月15日 - 3月25日[2]（新人公演：3月7日[3]）　宝塚大劇場
- 1980年7月3日 - 8月1日[4]（新人公演：7月23日[3]）　東京宝塚劇場

## 主な配役
※「（）」の配役は新人公演・配役
- ジュリオ - 汀夏子（山城はるか）[3]
- ソニヤ - 花鳥いつき（真乃ゆりあ）[3]
- フェルナンド - 麻実れい
- エミリオ - 沖ゆき子
- ルチャ - 淡路通子
- コンスタンチ - 睦千賀
- エスメラルダ - 三鷹恵子
- ファニータ - 瀬戸千尋
- レオノーラ - 曽我桂子
- アントニオ - 岸香織
- エンリコ - 尚すみれ
- ニコラス - 上條あきら
- マチルダ - 城月美穂
- イグナシオ - 千城恵
- ゴメス - 山城はるか

## 宝塚大劇場公演のデータ
形式名は「宝塚グランド・ロマン」。3部35場。

### スタッフ（宝塚大劇場）
- 作・演出：植田紳爾[2][5]
- 演出：阿古健[2][5]
- 音楽[5]：寺田瀧雄、入江薫、鞍富誠三
- 音楽指揮[5]：野村陽児、溝口堯
- 振付[5]：喜多弘、岡正躬、県洋二、羽山紀代美、黒瀧月紀夫
- 擬闘：金田治[5]
- 装置：渡辺正男[5]
- 衣装：静間潮太郎[5]
- 照明：今井直次[6]
- 音響：松永浩志[6]
- 小道具[6]：上田特市、万波一重
- 効果：中田正廣[6]
- 演出助手[6]：正塚晴彦、谷正純
- 制作：武井泰治[6]